# Іст-сайд - Вест-сайд
«Іст-сайд — Вест-сайд» (англ. East Side - West Side) — американська драма режисера Ірвінга Каммінгса 1923 року.

## У ролях
- Кеннет Герлан — Дункан Ван Норман
- Ейлін Персі — Лорі Джеймс
- Максин Елліотт Гікс — Кіт Лемсон
- Люсіль Гаттон — Юніс Поттер
- Люсіль Ворд — місіс Корнелія Ван Норман
- Джон Т. Прінц — Педжет
- Бетті Мей — Емі Ван Норман
- Чарльз Гілл Майлз — доктор Ернест Шеплі
- Воллі Ван — Скідді Стіллман